# Иматранкоски (водоскат)
И́матранкоски (фин. Imatrankoski) — водоскат в Финляндии, на реке Вуокса, в 7 км от её истока из озера Сайма. Находится в городе Иматра, район Иматранкоски.

## Гидрология
Высота падения воды 18 м (на протяжении 983 м). Расход воды ок. 600 м³/с. После постройки рядом ГЭС в 1920-е гг. существовавший ранее водопад был перекрыт отдельной плотиной и превратился в безводный гранитный каньон, с отдельными пусками воды по расписанию.

## Пуски воды
В настоящее время пуски воды на искусственном водоскате производятся в летнее время, это одно из главных мероприятий, привлекающих туристов, не только в Иматре, но и в Юго-Восточной Финляндии вообще. Вода сбрасывается через плотину под музыку Сибелиуса, Darude и Nightwish. Это происходит с конца июня до конца августа по субботам на 30 минут, 25 декабря (Рождество) и 31 декабря (Новый год) в полночь. В остальное время года «торжественные» пуски воды не производятся, но иногда осуществляются технические сбросы.